# Pierre Nijs
Léon Pierre Nijs (* 4. Januar 1890 in Antwerpen; † 12. Juni 1939 ebenda) war ein belgischer Wasserballspieler, der je einmal Olympiazweiter und Olympiadritter war. 

## Karriere
Pierre Nijs spielte für den Koninklijke Antwerpse Zwemclub. 
Bei den Olympischen Spielen 1912 in Stockholm verloren die Belgier in ihrem Auftaktspiel gegen die Briten, konnten sich aber in der Trostrunde den dritten Platz hinter Briten und Schweden sichern.
Nach dem Ersten Weltkrieg war Antwerpen Austragungsort der Olympischen Spiele 1920. Die Belgier erreichten das Finale und unterlagen dann den Briten. Pierre Nijs war eigentlich Defensivspieler. Im Vorrundenspiel gegen die Schweiz erzielte er aber beim 11:0-Sieg zwei Tore.